# Waylak Min Allah
Waylak Min Allah szósty studyjny album libańskiej wokalistki Amal Hijazi. Album jest zarówno jej pierwszym wydawnictwem nagranym tuż po urodzeniu syna w 2009 roku.

## Lista utworów
- Bakhaf
- Ktir A'aleik
- Keefak
- Biya'amelni
- A'ayno Aalay
- Chou Baddak
- Albi Me'azzab
- Ma Tsammine
- Bent Sghayara
- Bi younak Za'al
- Helefna Bi Hobbena
- Waylak Min Allah

## Single
- Waylak Min Allah
- Keefak
- Bi younak Za'al
- Biya'amelni